# 維日斯克
維日斯克（波蘭語：Wyrzysk）是波蘭的城鎮，位於該國西北部，距離皮瓦37公里，由大波蘭省負責管轄，面積4.12平方公里，海拔高度90米，2006年人口5,234。在第一次瓜分波蘭中，該鎮在1772年被納入普魯士王國管治範圍。

## 知名人物
- 沃纳·冯·布劳恩

## 外部連結
- http://www.wyrzysk.pl/ （页面存档备份，存于）

53°9′22″N 17°15′59″E / 53.15611°N 17.26639°E